# Шалдово (Сошниковское сельское поселение)
Шалдово — опустевшая деревня в Вичугском районе Ивановской области. Входит в состав Сошниковского сельского поселения.

## География
Находится в северо-восточной части Ивановской области на расстоянии приблизительно 9 км на восток-юго-восток по прямой от районного центра города Вичуга.

## История
Деревня уже появилась на карте 1840 года. В 1872 году здесь (тогда Юрьевецкий уезд Костромской губернии) было учтено 23 двора, в 1907 году — 40.

## Население
Постоянное население составляло 149 человек (1872 год), 127 (1897), 175 (1907), 1 в 2002 году (грузины 100 %), 0 в 2010.